# 小島憲之 (建築家)
小島 憲之（こじま のりゆき、1857年8月4日（安政4年6月15日） - 1918年（大正7年）8月15日）は、日本の建築家、教育者。アメリカのコーネル大学建築学部を卒業、日本人で初めて建築の学士号を取得したとされる。旧制第一高等学校などで図学、英語を教え、多くの後進を育てた。東京芸術大学構内に残る赤レンガの建物（旧東京図書館書籍庫）は小島の作品である。

## 経歴
下野国河内郡雀宮（現・栃木県宇都宮市）生まれ、旧名・作次郎。父・小島信民は幕臣であった。
明治維新後、横浜で外国人に英語を学び、1870年（明治3年）、大学南校に入学、アメリカ人教師ハリスに認められる。1873年（明治6年）学校を中退、ハリス、箕作佳吉とともにアメリカに渡り、ハートフォード中学に入学。1875年、コーネル大学建築学部に入学。1879年に卒業し、学士号（Bachelor of Architecture）を取得した。ハートフォードの建築事務所で働いた後、ヨーロッパ、インド、中国を経て、1881年（明治14年）に帰国した。ロンドン滞在時に留学中の辰野金吾（1879年工部大学校卒業）と会ったという。
帰国後は東京大学理学部、工部大学校、大学予備門、第一高等学校、東京美術学校（現・東京芸術大学）で用器画、英語を教えた。英語に堪能で、神田乃武、浅田栄次とともに英語教育界の三羽烏と呼ばれた。夏目漱石も小島の教え子の一人である。また、第一高等学校で長年用器画を担当していたため、伊東忠太、長野宇平治、塚本靖、岡田信一郎など、小島に学んだ建築家は数多い。
1885年、湯島聖堂にあった東京図書館を上野に移すことになり、移転計画に関わった（帝国図書館の項を参照）。書籍庫（1886年竣工）はこの時に建てられ、小島の作品として唯一現存する。実作の機会に恵まれる機会は少なく、建築家としては不遇であった。
一高教授在任中の1918年8月、日本アルプス登山の途中で急逝、享年62。
子息の小島新吾は建設省営繕局長を務めた。また、建築家西村好時の義父にあたる。

## 栄典
位階
- 1897年（明治30年）7月10日 - 正六位[7]
- 1900年（明治33年）9月21日 - 従五位[8]
- 1906年（明治39年）12月27日 - 正五位[9]
- 1918年（大正7年）8月19日 - 従三位[10]

勲章等
- 1900年（明治33年）6月30日 - 勲五等瑞宝章[11]
- 1906年（明治39年）6月30日 - 勲四等瑞宝章[12]
- 1910年（明治43年）12月26日 - 勲三等瑞宝章[13]
- 1918年（大正7年）8月19日 - 勲二等瑞宝章[10]